# Music Team Germany
Music Team Germany war ein gemeinsames Musikprojekt verschiedener deutscher Musiker, Schauspieler, Comedians und Sportler. Es entstand im Frühjahr 2006 unter Federführung des deutschen Pay-TV-Senders Premiere.

## Entstehung
Für die Live-Übertragungen der Spiele der Fußball-Weltmeisterschaft 2006 auf Premiere sollte ein eigener WM-Song kreiert werden. Musikalisch griff man dabei auf den Titel Won’t Forget These Days zurück, der im Original 1992 von der hannoverschen Band Fury in the Slaughterhouse veröffentlicht wurde. Als Interpreten konnten zahlreiche namhafte Künstler und Sportler gewonnen werden, darunter: Afrob, Alexander Klaws, Andreas “Zecke” Neuendorf, Andreas Hinkel, Anna Loos, Célia Okoyino da Mbabi, Heinz Rudolf Kunze, Henning Wehland, Jan Josef Liefers, Jasmin Wagner, Kai Wingenfelder (Fury in the Slaughterhouse), Laith Al-Deen, Marta Jandová (Die Happy), Mieze Katz (MIA.), Nadja Benaissa, Patrick Nuo, Per Mertesacker, Renate Lingor, Rüdiger Brans, Rolf Stahlhofen, Die Prinzen, Stefan Gwildis, Thomas Anders, Thomas Brdaric, Wolfgang Niedecken sowie Katrin Schwarz, die Miss Deutschland International.
Alle Beteiligten verzichteten für das Projekt auf ihre Tantiemen. Die Einnahmen aus Plattenverkäufen kommen den gemeinnützigen Organisationen Dunkelziffer e. V., WISH – ein Herzenswunsch für kranke Kinder e. V. und Musik hilft (Nordoff-Robbins-Stiftung) zugute.

## Belege
1. ↑  Chartquellen: DE